# شقراق أرضي
شقراقيات أرضية (الاسم العلمي: Brachypteraciidae)، فصيلة صغيرة من الطيور غير المهاجرة القريبة من الجواثم والمقتصرة على مدغشقر. وهي مرتبطة بطيور الرفرافيات والوروارية والشقراقية. إنها تشبه إلى حد كبير الشقراقية، وتعتبر أحيانًا فُصيلة من الشقراقيات الحقيقية.